# Ahlat Ağacı
Ahlat Ağacı (bra: A Árvore dos Frutos Selvagens; prt: A Pereira Silvestre) é um filme dramático de 2018 dirigida por Nuri Bilge Ceylan. Foi seleccionado para competir pela Palma Dourada no Festival Internacional de Cinema de Cannes em 2018. Também foi escolhido como o filme turco que participaria nos Prémios da Academia na categoria de melhor filme de fala não inglesa na edição número 91 do certame, mas no fim não foi nomeado.
No Brasil, foi lançado nos cinemas pela Fênix Filmes em 4 de julho de 2019. Em setembro de 2021, a Alpha Filmes e a Fênix Filmes iniciaram a pré-venda no Brasil da edição limitada e definitiva do filme em DVD em parceria com a Versátil Home Vídeo que será lançado exclusivamente na loja virtual VersátilHV na caixa da Coleção Nuri Bilge Ceylan junto com Sono de Inverno.

## Sinopse
Sinan apaixona-se a literatura e sempre teve vontade de ser escritor. Ao regressar à aldeia onde nasceu, põe o seu coração e a sua alma a trabalhar para reunir o dinheiro que precisa para que a sua obra literária seja publicada, mas desgraçadamente as dívidas do seu pai o atingem, complicando a concretização do seu sonho.[carece de fontes?]

## Elenco
- Aydın Doğou Demirkol é Sinan[7]
- Murat Cemcir é Idris
- Bennu Eıldırımlar é Assumam
- Hazar Ergüçlü é Hatice
- Serkan Keskin é Suleyman
- Tamer Levent é Recep
- Akın Aksu é Imam Veysel
- Ahmet Rıfat Şungar é Ali Rıza
- Kubilay Tunçer é Ilhami
- Öner Erkan é Imam Nazmi
- Özay Fecht é Hayriye
- Kadir Çermik é Adnan
- Ercüment Balakoğlu é Ramazan
- Sencar Sağdıç é Nevzat
- Asena Keskinci é Yasemin

## Recepção
O filme tem sido aclamado pela crítica e pela audiência em general. O portal da internet especializado Rotten Tomatoes conta com um índice de aprovação de 90%, baseado em 40 críticas com um nota média de 8.7 sobre 10. O consenso do website afirma: "The Wild Pear Tree utiliza a experiência de um jovem para propor perguntas reflexivas e atraentes sobre a vida na Turquia moderna e no resto do mundo". No Metacritic, o filme tem uma pontuação média de 88 sobre 100, baseado em 13 críticas, indicando "aclamação universal". É um dos filmes com maior pontuação estreados em Cannes, no dito webite.
Simran Hans de The Guardian aclamou o filme de Nuri Bilge Ceylan dando-lhe quatro estrelas de cinco possíveis, afirmando: "O autor turco compara os homens com as pereiras silvestres: entrelaçados e atrofiados, mas robustos, capazes de suportar as duras condições do seu meio... A iluminação é maravilhosa, as suas conversas filosóficas são românticas e divagantes, com vastas formas amplas que se desenvolvem em tempo real enquanto os protagonistas percorrem colinas e pontes salpicados de sol".